# Sławomir Szczygieł
Sławomir Szczygieł (ur. 2 czerwca 1978 roku w Rzeszowie) – polski siatkarz i trener,  gra na pozycji środkowego.

## Kluby
- MKS Wisłok Strzyżów (wychowanek)
- Resovia (do 2001)
- Ivett Jastrzębie Borynia (2001–2004)
- KP Sosnowiec (2004–2005)
- Resovia (2005–2007)
- Mostostal-Azoty S.A. Kędzierzyn-Koźle (2007–2009)
- Jastrzębski Węgiel (2009–2010)
- BBTS Bielsko-Biała (2010–2011)
- MKS MOS Interpromex Będzin (2011–2013)
- MKS Andrychów (2013) – jako kapitan

## Osiągnięcia
- Mistrzostwo Polski Juniorów
- Brązowy Medal MP 2003 z Ivett Jastrzębie
- Mistrzostwo Polski 2004 z Ivett Jastrzębie
- Puchar Polski 2010 z Jastrzębskim Węglem
- Zdobywca Wicemistrzostwa Polski 2010 z Jastrzębskim Węglem